# Нимрод (писатель)
Нимрод, полное имя — Нимрод Бена Джангранг (фр. Nimrod Bena Djangrang, 7 декабря 1959, Койом, Чад) — чадский писатель, пишет на французском языке.

## Биография
Учился в Абиджане, получил степень доктора философии (1996). Главный редактор литературного журнала Aleph, Beth (1997—2000), один из основателей журнала Agotem (2003—2005) в издательстве Обсидиан в Сансе. Живёт во Франции, преподает философию в университете Пикардии в Амьене. Был приглашенным профессором в Энн-Арборе (2006).

## Книги

### Стихи
- Камень, пыль/ Pierre, poussière, Obsidiane, 1989 (Prix de la Vocation).
- Passage à l’infini, Obsidiane, 1999 (премия Луизы Лабе).
- En saison, suivi de Pierre, poussière, Obsidiane, 2004.
- L’Or des rivières, Actes Sud, 2010 (поэмы).
- Babel, Babylone, Obsidiane, 2010 (поэма, премия Макса Жакоба)

### Романы
- Ножки Алисы/ Les Jambes d’Alice, Actes Sud, 2001 (роман).
- Le Départ, Actes Sud, 2005.
- Бал королей/ Le Bal des princes, Actes Sud, 2008 (премия Ахмаду Курумы, премия Бенжамена Фондана).

### Эссе
- Tombeau de Léopold Sédar Senghor, Le temps qu’il fait, 2003
- Léopold Sédar Senghor, Éditions Seghers, 2006 (в соавторстве с Арманом Гибером)
- La Nouvelle Chose française, Actes Sud, 2008.
- Un balcon sur l’Algérois, Actes Sud, 2013

## Признание
Французская премия Эдуарда Глиссана за совокупность созданного (2008).